# Otis (Colorado)
Otis és una població dels Estats Units a l'estat de Colorado. Segons el cens del 2000 tenia 534 habitants.

## Demografia
Segons el cens del 2000, Otis tenia 534 habitants, 218 habitatges, i 146 famílies. La densitat de població era de 502,9 habitants per km².
Dels 218 habitatges en un 33,5% hi vivien nens de menys de 18 anys, en un 53,7% hi vivien parelles casades, en un 9,2% dones solteres, i en un 33% no eren unitats familiars. En el 30,3% dels habitatges hi vivien persones soles el 15,6% de les quals corresponia a persones de 65 anys o més que vivien soles. El nombre mitjà de persones vivint en cada habitatge era de 2,45 i el nombre mitjà de persones que vivien en cada família era de 3,03.
Per edats la població es repartia de la següent manera: un 29,8% tenia menys de 18 anys, un 6,7% entre 18 i 24, un 24,9% entre 25 i 44, un 20,4% de 45 a 60 i un 18,2% 65 anys o més.
L'edat mediana era de 36 anys. Per cada 100 dones de 18 o més anys hi havia 90,4 homes.
La renda mediana per habitatge era de 31.333 $ i la renda mediana per família de 35.000 $. Els homes tenien una renda mediana de 30.089 $ mentre que les dones 20.833 $. La renda per capita de la població era de 19.719 $. Entorn del 3,9% de les famílies i el 7,3% de la població estaven per davall del llindar de pobresa.

## Poblacions més properes
El següent diagrama mostra les poblacions més properes.